# ガザルケント
ガザルケント (ラテン文字:Gazalkent、ウズベク語: G‘azalkent / Ғазалкент、ロシア語: Газалкент) はウズベキスタン・タシュケント州の都市である。州都のタシュケントからは北東に約55kmの地点にある。2012年の人口は27,786人となっている。

## 概要
1964年に都市として設立された。ウガム・チャトカル国立公園の麓の都市でもある。街の主な産業はセメント、ガラス、レンガなどの建築資材産業である。民族構成としてはウズベク人が最も多く、他にカザフ人、ロシア人、タジク人、ヴォルガ・ドイツ人、タタール人、高麗人などが住んでいる。
街にはタシュケントへと向かうウズベキスタン鉄道の駅がある。